# Mihai Chiruță
Mihai Chiruță, född 26 september 1998 i Botoșani, är en rumänsk roddare.

## Karriär
Vid EM 2022 i München tog Chiruță brons i scullerfyra tillsammans med Ciprian Tudosă, Ioan Prundeanu och Marian Enache.
I maj 2024 kvalificerade Chiruță sig i singelsculler till olympiska sommarspelen 2024 i Paris och blev Rumäniens första OS-deltagare i grenen sedan Walter Lambertus vid olympiska sommarspelen 1976 i Montréal. Vid OS vann han b-finalen i singelsculler och slutade på totalt sjunde plats. Vid EM 2025 i Plovdiv tog Chiruță brons i singelsculler.